# La Marque (Texas)
La Marque es una ciudad ubicada en el condado de Galveston en el estado estadounidense de Texas. En el Censo de 2010 tenía una población de 14.509 habitantes y una densidad poblacional de 392,84 personas por km².

## Geografía

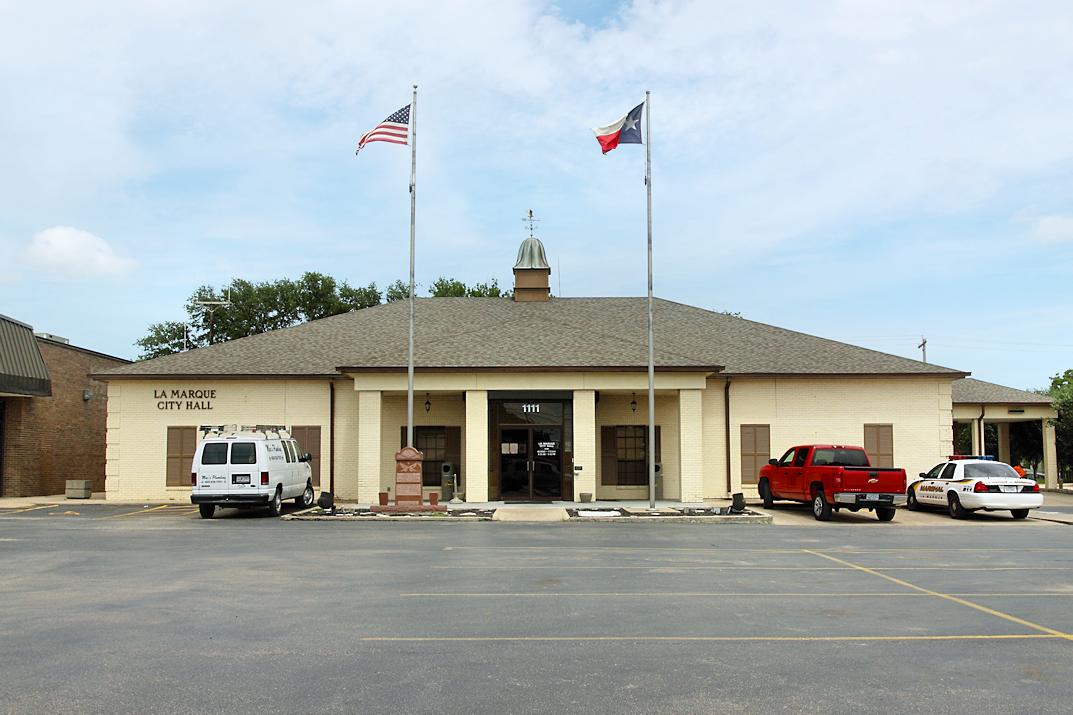
Ayuntamiento.

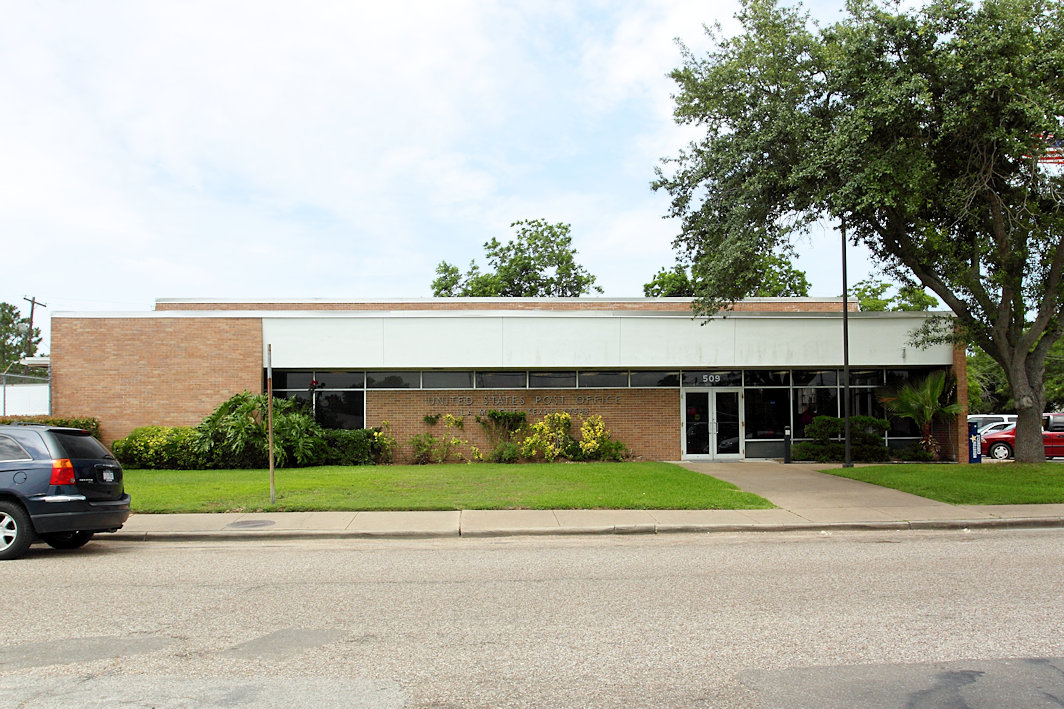
Oficina de correos.

La Marque se encuentra ubicada en las coordenadas 29°22′9″N 94°59′46″O / 29.36917, -94.99611. Según la Oficina del Censo de los Estados Unidos, La Marque tiene una superficie total de 36.93 km², de la cual 36.04 km² corresponden a tierra firme y (2.43%) 0.9 km² es agua.

## Demografía
Según el censo de 2010, había 14.509 personas residiendo en La Marque. La densidad de población era de 392,84 hab./km². De los 14.509 habitantes, La Marque estaba compuesto por el 52.52% blancos, el 36.7% eran afroamericanos, el 0.77% eran amerindios, el 0.7% eran asiáticos, el 0.05% eran isleños del Pacífico, el 6.84% eran de otras razas y el 2.42% pertenecían a dos o más razas. Del total de la población el 22.54% eran hispanos o latinos de cualquier raza.

## Educación
El Distrito Escolar Independiente de Texas City (TCISD) gestiona escuelas públicas.
El 1 de julio de 2016, el Distrito Escolar Independiente de La Marque (LMISD) será anexado en el TCISD.